# Stalles (Buxheim)

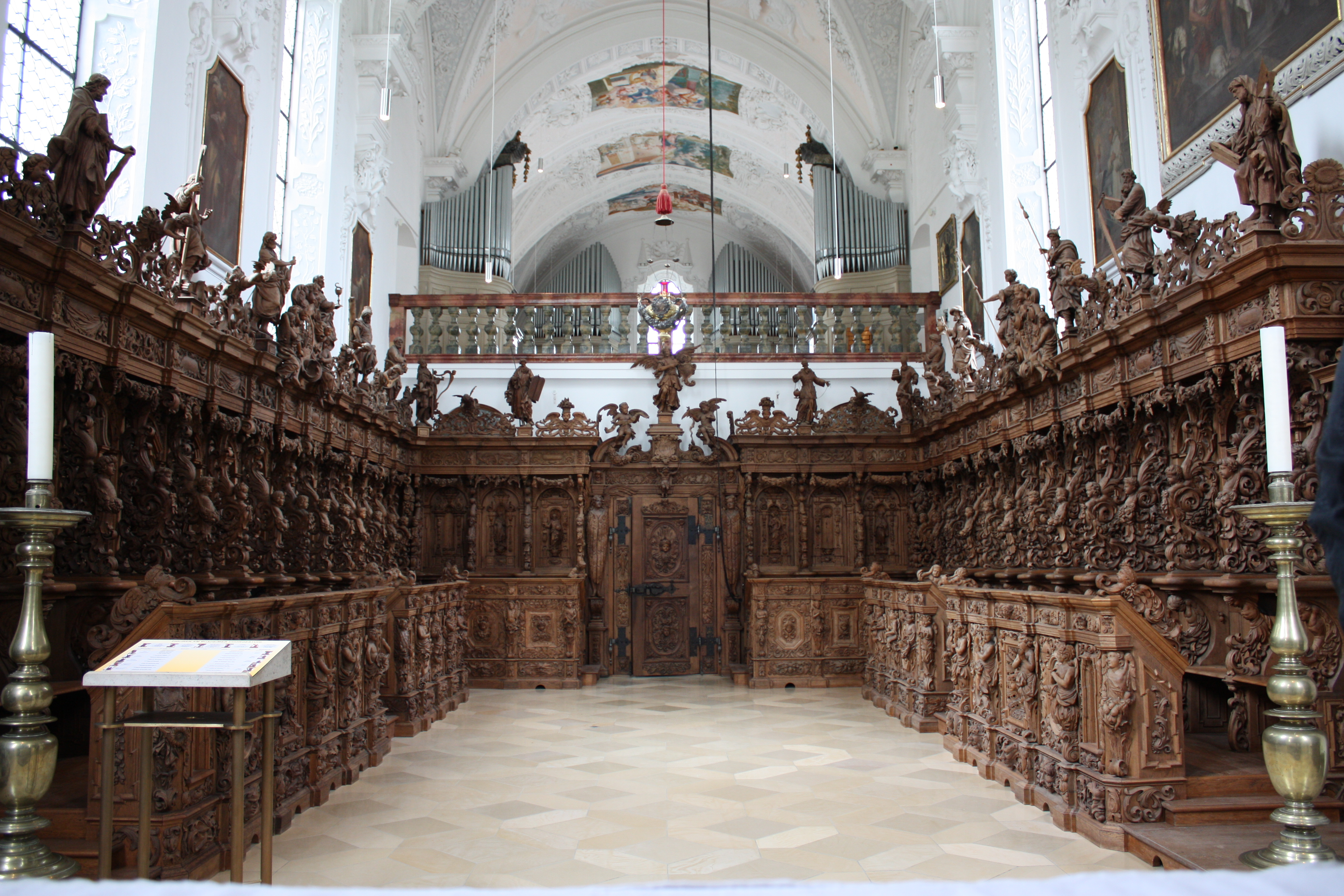
Les stalles dans le chœur liturgique de l’église de la chartreuse de Buxheim

Les stalles de Buxheim, réalisées entre 1687 et 1691 par Ignaz Waibl (de) pour l’église conventuelle Sainte-Marie de la chartreuse de Buxheim en Souabe, constituent un chef-d’œuvre de sculpture baroque. Après la sécularisation de la chartreuse en 1802, elles devinrent en 1803 propriété du comte Hugo de Waldbott von Bassenheim, qui, en 1833, les fit vendre aux enchères à Munich. Lors d’une nouvelle vente en 1886, elles furent acquises par le directeur de la Banque d’Angleterre, qui les donna aux sœurs de St Saviour’s Hospital à Londres. En 1964, celles-ci emportèrent leurs stalles à Hythe, dans le Kent. En 1980, les stalles ont pu être rachetées par le gouvernement de Souabe (Bavière) pour 450 000 £, ce qui équivaut à un peu plus d’un million d’euros. De 1980 à 1994, elles ont été soigneusement restaurées et remises à leur ancien emplacement dans la chartreuse de Buxheim.
Cet ensemble, disposé en fer à cheval, comprenait à l’origine 36 stalles, dont 31 sont conservées. Les sculptures principales, sur les dorsaux, c’est-à-dire les parois du fond, illustrent les statues des fondateurs des divers ordres religieux, tandis que la corniche est dominée par les douze apôtres.

## Histoire

### Origine
Les stalles antérieures à celle d’Ignaz Waibl étaient sans doute relativement simples, comparables à celles qui se trouvent encore dans l'ancienne chartreuse de Christgarten (de). Les renseignements sur des stalles antérieures à l'ère baroque manquent. En vue de la reconstruction du couvent, le prieur Johannes Bilstein ordonna la confection de nouvelles stalles, commencées en 1687.
Bilstein a été l’un des plus importants prieurs de Buxheim. Né vers 1626 à Cologne, il fit sa profession religieuse le 22 juillet 1648 à Danzig, où il fut d’abord vicaire. Avant de devenir en 1678 prieur de Buxheim, il dirigea la chartreuse de Senales (Schnals en allemand) au Tyrol (1661-1670), puis celle de  Danzig (1670-1678). En même temps, occupant la charge de moine visiteur, il eut l’occasion d’examiner de nombreuses chartreuses. Il parcourut les provinces cartusiennes allemandes, voyagea en Autriche et en Bohème ainsi que les provinces espagnoles de Catalogne et de Castille. Inspiré par les impressions que lui laissèrent ses nombreux voyages, il fit faire à Danzig un ensemble de stalles qui comptent également parmi les chefs-d’œuvre de sculpture baroque. Ces dernières, terminées en 1677, sont réalisées en bois de chêne et ornées de figures et ornements d’une richesse que l'on n'avait, jusqu’alors, jamais vue dans une chartreuse. Outre les influences italiennes, il faut aussi mentionner un rapport avec les stalles de la collégiale de Valère à Sion, église où Bilstein avait admiré le décor végétal et les angelots des jouées et parcloses (architecture), motifs qu’il a fait reproduire également à Danzig.
Les stalles de Buxheim constituent donc le second ensemble de stalles créées sous la direction de Johannes Bilstein. Les similarités avec les stalles de Danzig sont évidentes.

### Création des stalles par Ignaz Waibl

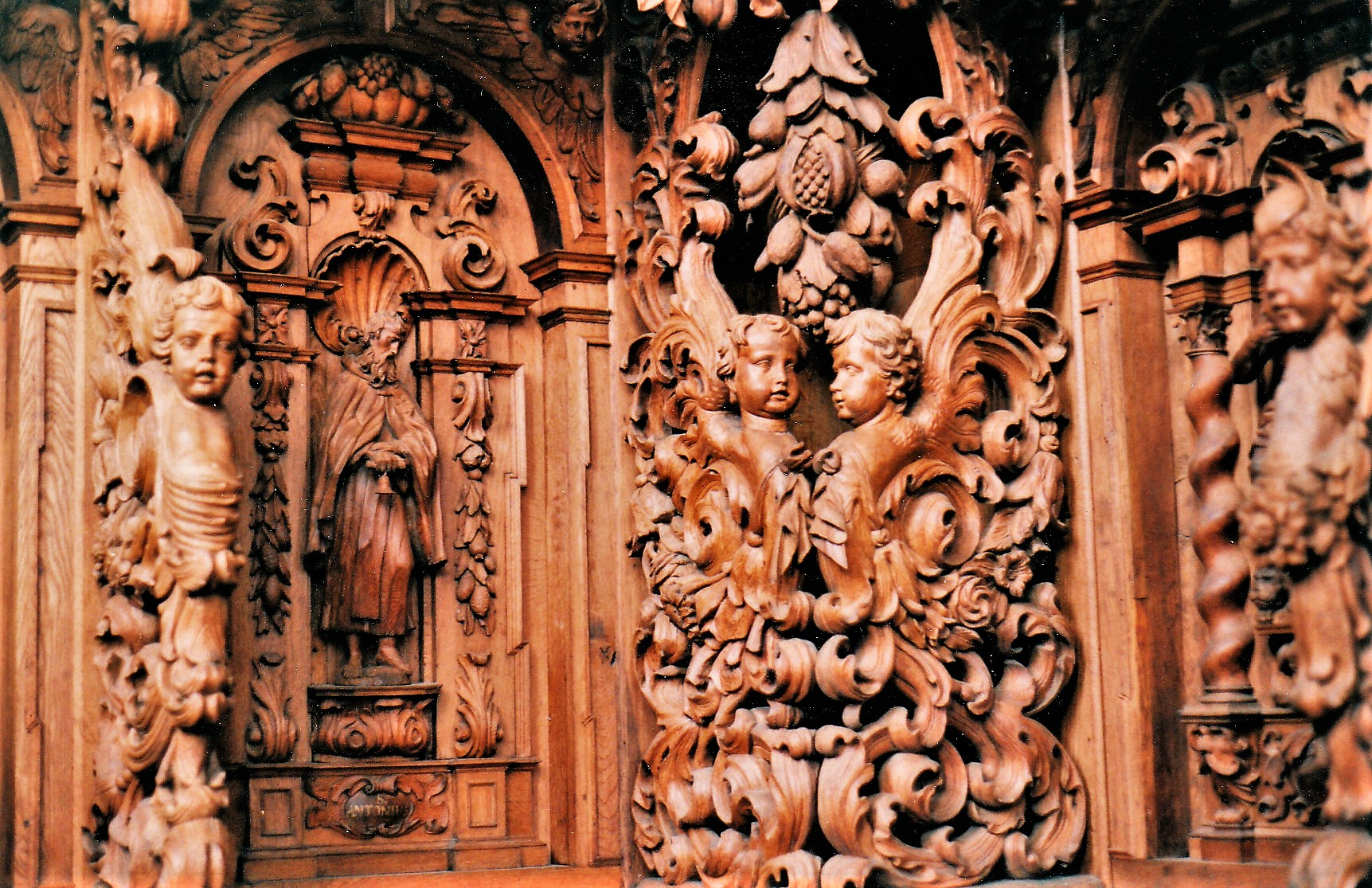
Angle nord-ouest, vers les grandes jouées

Le prieur a chargé le sculpteur tyrolien Ignaz Waibl (de) de décorer les nouvelles stalles, tandis qu’un certain maître Pierre, de Memmingen, a été nommé responsable des travaux de menuiserie proprement dits. Cet artisan apparaît dans les documents conventuels comme « maître Pierre, de la ville », mais il ne figure pas dans les archives de Memmingen. On admet qu’il devait venir d’un village proche de cette agglomération. Quant au sculpteur, on ignore pourquoi le choix du prieur s’est porté sur Ignaz Waibl. C’est lui sans doute qui a fourni les projets pour les stalles, tandis que le programme iconographique a été fixé par les chartreux.
Le sculpteur a installé son atelier dans la chartreuse même. En raison de légères différences qualitatives, on suppose la présence de cinq à sept mains différentes, des aides étant responsables des décors végétaux. Johann Georg Dettelbacher est le seul de ces aides qui soit connu nominalement. Le registre du prieur Bilstein nomme par ailleurs un certain Joseph et un certain Jean, deux autres artistes dont on ne sait cependant rien de plus. Waibl était lié de manière professionnelle et familiale au sculpteur tyrolien Andreas Etschmann. On peut imaginer que tous deux ont travaillé à Buxheim, comme ensuite à Rot an der Rot. Les comptes permettent de dater le début des travaux de l’automne 1687.
Auparavant, le prieur Petrus von Schneit a dû faire abattre environ 200 chênes dans les forêts domaniales du couvent, puis les faire entreposer pour séchage. Le fait que l’on ait utilisé du bois stocké est attesté par l’existence de fentes de séchage, qui ont été bouchées lors de la fabrication des stalles, et qui n’ont plus bougé depuis.
Les deux premières stalles sont terminées en février 1688 et payées 121 florins le 11 février. Le document comptable mentionne alors pour la première fois le nom d’Ignaz Waibl. Pierre le menuisier a reçu pour les deux sièges 80 florins, d’autres lui sont payés en juillet et novembre 1689. Le compte de novembre précise que les ouvriers ont travaillé à 15 stalles durant une année et huit mois. Ignaz Waibl en est récompensé par un paiement de 730 florins. L’ensemble des sièges, comprenant 36 stalles, dont 15 sur les faces nord et sud du chœur, et 6 sur la face ouest, devant le jubé, est terminé en 1691. En mai, Waibl reçoit son dernier salaire, et en octobre de la même année, il sculpte encore, pour 75 florins, le portail des stalles. Le menuisier Pierre obtient également en 1691 son dernier salaire. Le maître forgeron Georg Eberhard le Jeune, de Memmingen, confectionne la même année la serrure et les ferrures de ce portail, rémunérées 60 florins. Enfin, le 17 avril 1691, Johann Friedrich Sichelbein encaisse 7 florins 12 sols pour leur dorure.
Destiné à l’officiant, le siège du célébrant, dit aussi chaise du prieur, a été réalisé par Ignaz Waibl entre 1699 et 1700, et placé sur le flanc sud des stalles.

### Reconstruction après la baroquisation de l’église

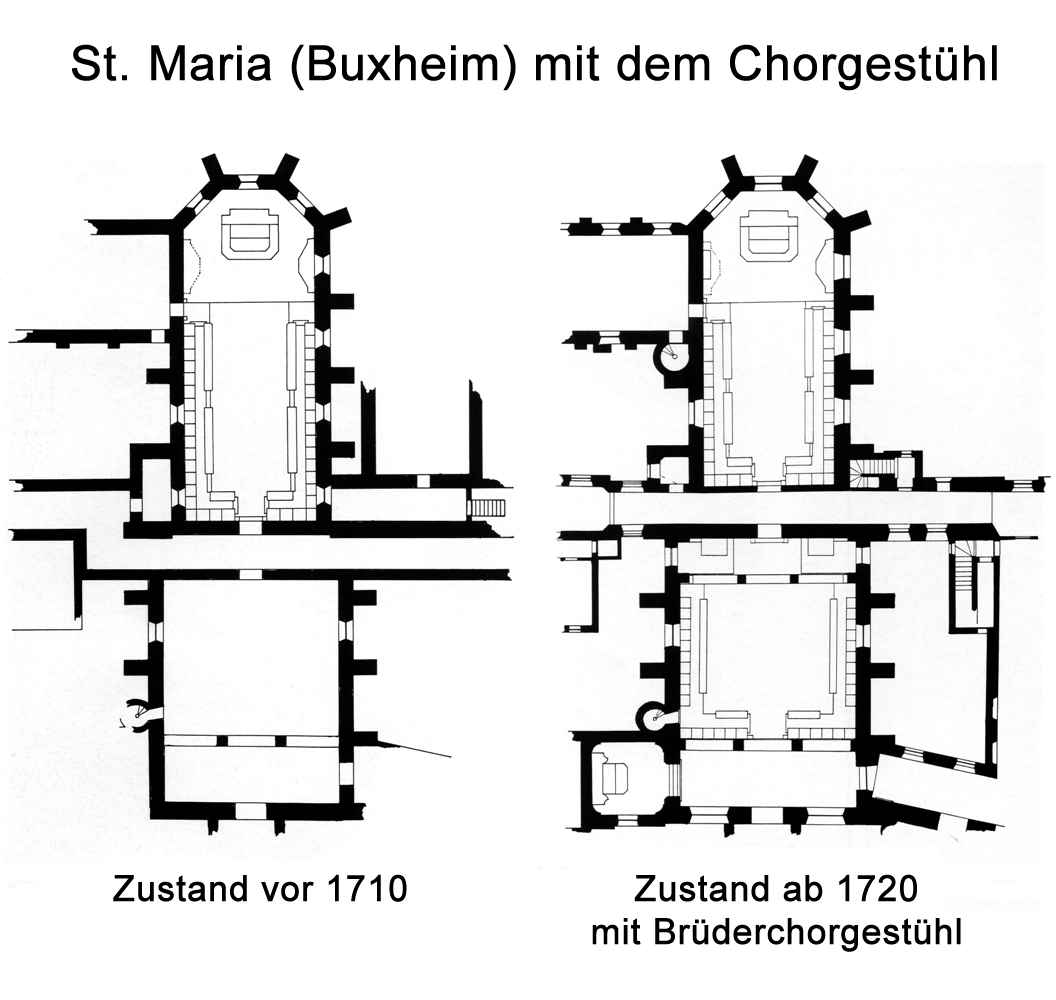
Les stalles avant 1710 et vers 1720 après la baroquisation de l’église Sainte-Marie

La transformation baroque de l’église a rendu obligatoire une première modification des stalles. Elles ont dû être démontées en 1709 pour être provisoirement entreposées. Le jubé gothique a été déplacé d’environ 2,40 m vers l’est, ce qui représente un raccourcissement du chœur liturgique et par là-même des stalles. Lors de la reconstruction, on renonça donc à cinq sièges, en réduisant nombre de stalles à douze sur le côté nord, et treize sur le côté sud. On perdit ainsi l’effet de symétrie architecturale entre les dorsaux nord et sud, symétrie que l’on peut encore observer dans les stalles de la chartreuse d'Ittingen, postérieures à celles de Buxheim. On ignore quelles sculptures ornaient ces cinq stalles disparues.
Avant la transformation de l’église, les moines devaient descendre deux marches pour pénétrer dans le chœur liturgique. Lors de la baroquisation, cette différence de niveau d’environ 27 cm a été supprimée par un abaissement correspondant du niveau du cloître. Le portail des stalles a dû être abaissé d’autant, ce qui a fait perdre l’harmonieuse liaison, créée par Waibl, entre ce dernier et les stalles. On peut admettre que, par la suite, il n’y a eu que des interventions mineures.

### Changements de propriété: sécularisation, vente aux enchères, et donation

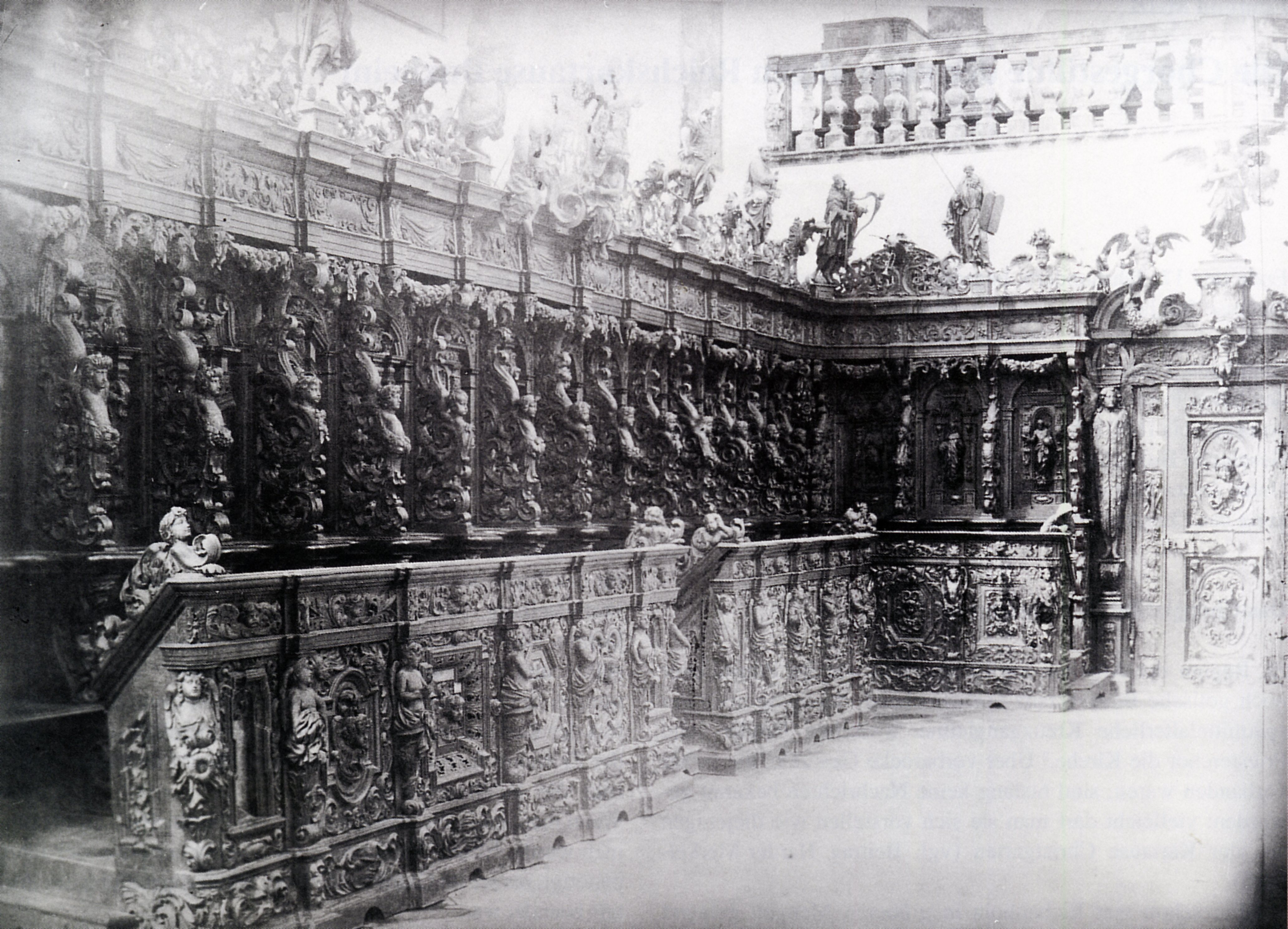
Le côté sud vers 1883

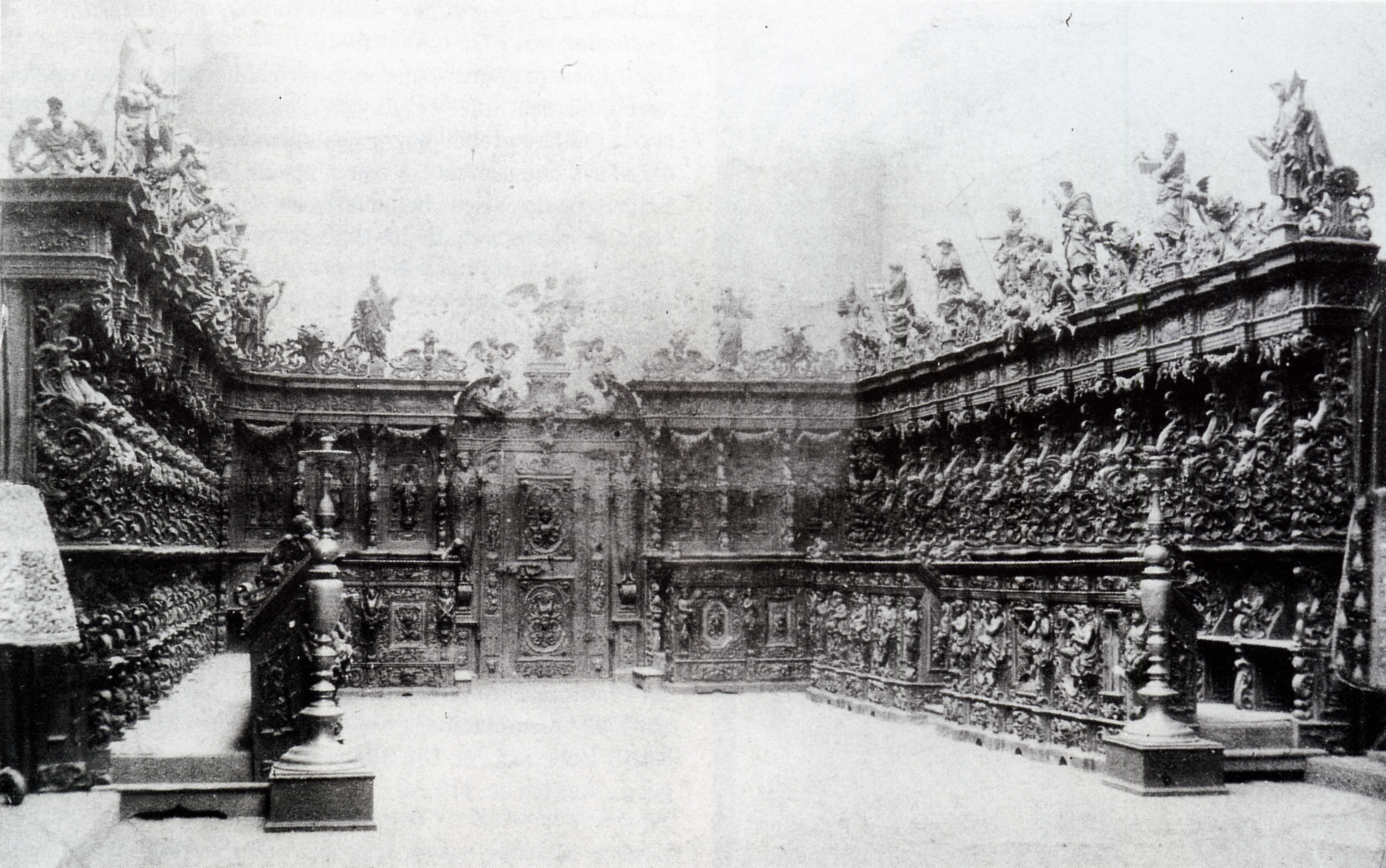
Les stalles en 1886, sans doute à Amsterdam

En raison de la sécularisation du couvent, Buxheim devient propriété du comte Maximilian von Ostein, qui tolère encore la présence des chartreux. Après sa mort en 1809, l’ancienne chartreuse impériale passe à la famille des comtes Waldbott von Bassenheim, qui dissolvent le couvent en avril 1812. À la mort du comte Friedrich Carl Waldbott zu Bassenheim, le lieu de culte devient église funéraire. Le comte Hugo Philipp Waldbott von Bassenheim mène une vie dispendieuse. Dès 1850, il se défait peu à peu des propriétés conventuelles. Le premier projet de vente des stalles est attesté en 1882. Le comte Hugo Philipp les propose alors au musée des arts décoratifs de Bavière, à Nuremberg. Les responsables de cette institution demandent des photographies, qui constituent aujourd’hui une précieuse documentation. La vente toutefois n’aboutit pas.
Le 2 mai 1883, les possessions du comte sont mises sous séquestre. Pour éviter une imminente liquidation judiciaire, le comte Hugo Philipp décide la vente aux enchères de tous les biens meubles appartenant à l’ancienne chartreuse. L'on disperse alors non seulement les stalles du chœur liturgique, mais aussi celles du chœur des frères, la bibliothèque, avec ses 16 800 livres, les autels, les tableaux, et les trésors d’orfèvrerie. Tous ces objets arrivent à Munich en juin 1883. La vente des stalles a lieu le 14 septembre 1883 pour un prix de 41 100 marks, une adjudication bien au-dessous des espérances du vendeur. Le siège du célébrant reste dans l’église, seul le petit meuble attenant rapporte 700 marks. Les recherches sur l’identité de l’acquéreur des stalles, ainsi que sur leur lieu de conservation, sont restées vaines. Il est possible qu’elles soient parties en Hollande (bien que le fait ne soit attesté par aucun document), en vue d’une exposition à Amsterdam. Une photographie des stalles, réalisée en 1886 à un emplacement inconnu, a été transmise en 1938 au Landesamt für Denkmalpflege par le musée de l’archevêché d’Utrecht.
Les stalles réapparaissent à Londres en 1886. En août de cette même année, leur vente aux enchères chez Bonhams est annoncée dans le journal The Times. Le 1er septembre 1886, elles sont acquises pour 3500 livres sterling par Edward Howley Palmer, directeur de la Banque d’Angleterre, qui les donne aux sœurs du St Saviour’s Hospital à Londres. Les sœurs font recouvrir l’ensemble des sculptures par une couche de vernis noir et installent 18 des 31 stalles dans leur chapelle. Celles-ci sont disposées en fer à cheval, avec sept sièges le long des parois latérales, et deux à côté du portail sur la paroi ouest. Le reste est démonté, scié, adapté et utilisé comme pupitres, sièges, ou lambris. Ces travaux sont achevés le 1er novembre 1888.

### Reconstruction à Hythe
En raison d’une correction de routes, en 1963-1964, la chapelle et l’hôpital londoniens doivent être démolis. Les sœurs déplacent leur établissement à Hythe dans le comté de Kent. La prieure, la révérende mère Gladys Cathleen Bush, prend alors contact avec Buxheim. Comme elle a l'intention d’élever à Hythe une chapelle reproduisant les dimensions du chœur de Buxheim, elle visite en octobre 1963 l’ancienne chartreuse impériale afin de se faire une idée du contexte originel du mobilier liturgique. En 1964, la nouvelle chapelle étant terminée, on commence à y intégrer les stalles, avec quelques changements par rapport à la disposition londonienne. On dispose ainsi huit stalles et une rangée de pupitres sur chacun des côtés latéraux. Une double stalle est établie de part et d’autre du portail d’entrée. Le chambranle du portail d’origine est transformé en maître-autel. La nouvelle chapelle est consacrée le 14 juin 1965.

### Retour et restauration des stalles

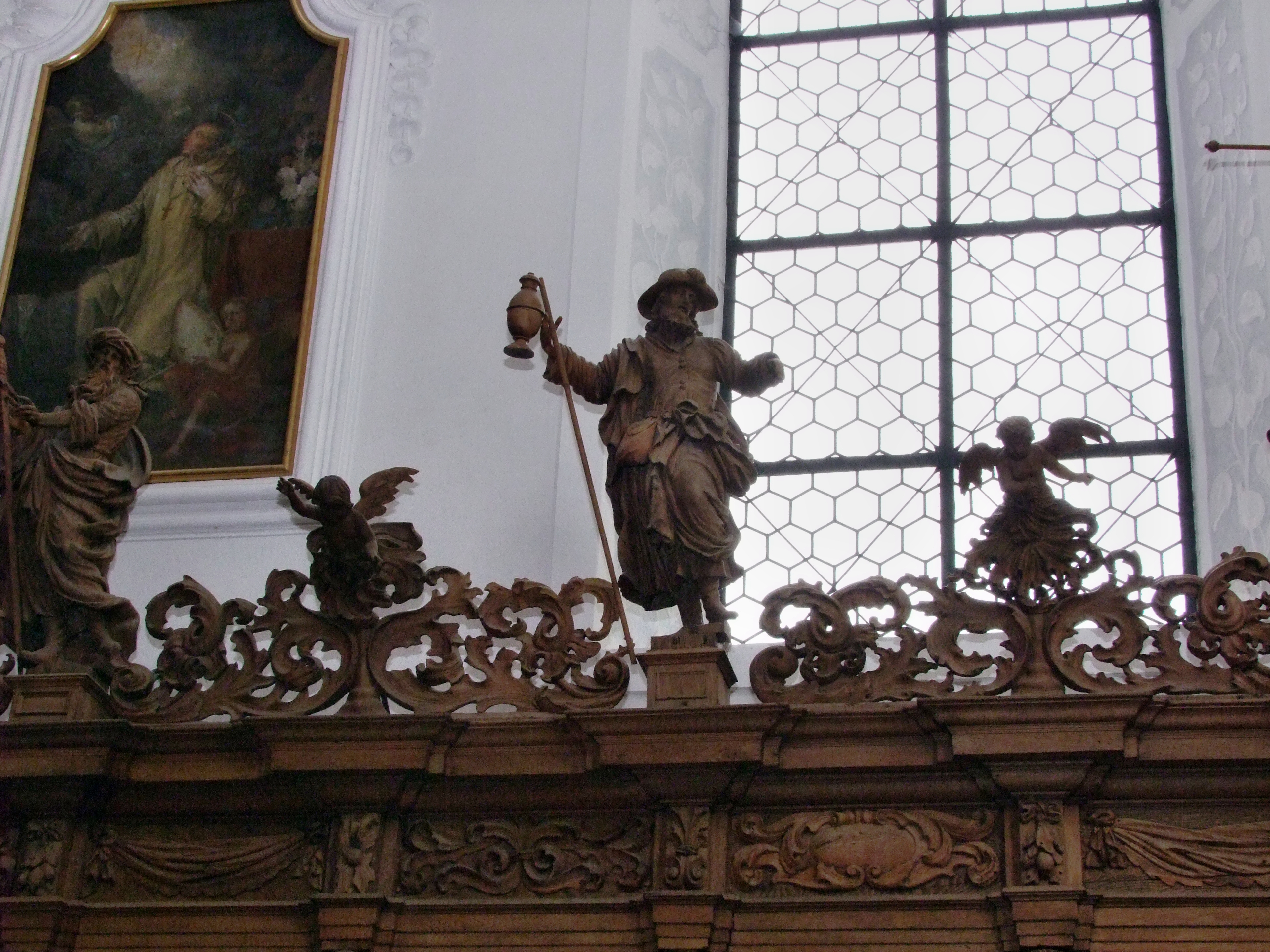
Le premier à être de retour: Jacques l’Ancien

En 1979, le couvent décide d'abandonner l'hôpital et la chapelle de Hythe, et à vendre les stalles. La prieure Sladys Cathleen Bush estime que la restitution des stalles à Buxheim serait la meilleure solution et finalement, après diverses tractations, un accord a pu être trouvé pour le rachat de ce chef-d’œuvre par l’État de Bavière et le district de Souabe, pour un montant de 450 000 livres sterling.
Restauration. Une première étape, de 1981 à 1986, consiste à décaper précautionneusement les boiseries pour supprimer le vernis noir qui les recouvrait intégralement. Puis les travaux doivent être suspendus en raison de la restauration de l’église. Dès 1992 débute la reconstruction sur place de ce chef-d’œuvre de mobilier baroque, opération pour laquelle on ne dispose que des photos des années 1880. Il faut en outre reconstituer plus de parties que ce que l’on avait initialement prévu. Par exemple, de 25 pupitres, seuls 21 avaient survécu. Les stalles restaurées ont été bénies le 24 juin 1994.